# Sd Kfz 10
Sd.Kfz.10（または 1t 軽牽引車、Leichter Zugkraftwagen 1t、leZgkw.1tと略す）は、第二次世界大戦中、ドイツ軍で広く使われたハーフトラック形式の牽引車である。牽引能力は 1t で、ドイツのハーフトラックのなかでは、（特殊な形態のケッテンクラートを除き）最も小型の車輌であった。

## 概説
Sd.Kfz.10は、1932年にドイツの兵器局第6課が各メーカーに指示した軍用半装軌車の開発要求に従って開発された。
一連の開発要求のうち、最小の1tハーフトラックの開発を請けたのはデマーク社（DEMAG、Deutsche Maschinenfabrik AG）で、同社は最初の原型車両を1934年に作り上げた。その後、数種の試作車両を経て、1937年の D6 型である程度の完成を見たが、主量産型となったのは、次のデマークD7型である。これにSd.Kfz.10の制式名称（特殊車輌番号）が与えられ、1938年もしくは1939年から1944年まで生産された。
生産数は約25000輌とされるが、この数字には本車を元に開発された軽装甲兵員輸送車 Sd.Kfz.250用の短型シャーシ7500輌分が含まれる。これは大戦中にドイツで生産された車輌の中でも、最も多いものの一つである。生産はデマーク社のほか、アドラー、ビュシング-NAG、ザウラー、マシニッシェ、ヴェルケ・コットブス、NMHでも行われた。
Sd.Kfz.10の主用途は、FlaK 30対空機関砲や7.5 cm leIG 18軽歩兵砲、またその後採用されたFlaK38対空機関砲や5 cm PaK 38対戦車砲、28/32cmネーベルヴェルファー41などの比較的小型の砲（大戦中期以降は少々オーバーワークではあるが、7.5 cm PaK 40対戦車や30cmネーベルヴェルファー42を牽引している例もある）、およびその弾薬トレーラーの牽引であった。また、本車は2名の乗員のほかに6名の兵員用の座席を備えていた。

## バリエーション
Sd.Kfz.10の車体を利用して、何種かの派生型が製作された。特殊車両番号 Sd.Kfz.10/1 はガス探知車、Sd.Kfz.10/2 はガス中和剤散布車、Sd.Kfz.10/3 は噴霧器搭載ガス中和剤散布車に割り当てられているが、これらは試作か、あるいは極少数の生産のみであったと思われる。なおSd.Kfz.10/2 の型式番号は、後に15cmネーベルヴェルファー41の牽引型に当てられている。

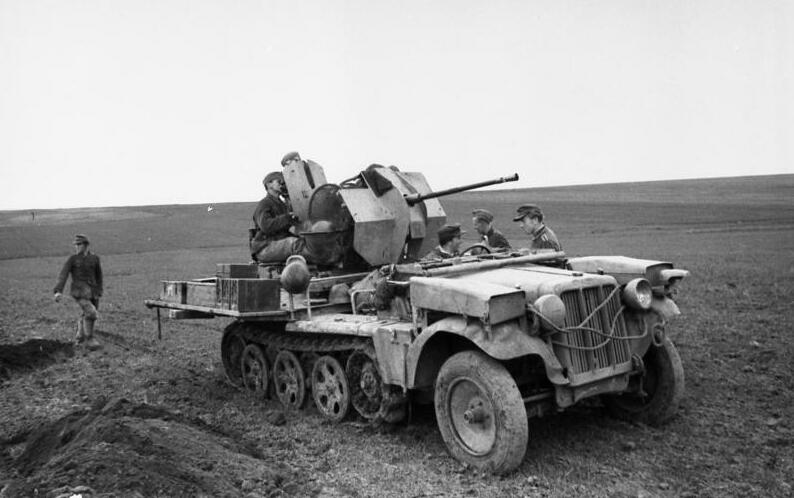
1944年、東部戦線（ウクライナ）における2cm高射砲搭載 1t牽引車

2cm高射砲搭載 1t牽引車（2cm FlaK auf Fahrgestell Zugkraftwagen 1t）
Sd.Kfz.10 の後部に20mm対空機関砲を搭載した自走砲で、ある程度本格的な対空車輌としてはドイツ軍初のものだった。後部の兵員席等は取り払われ、対空砲が全周回転できる平らなデッキが作られた。側方・後方には折りたたみ式の金属板製スノコが設置され、射撃時にはこれを展開して砲員の足場とした。搭載砲は、初期には FlaK 30 だったが、FlaK 38 の生産が軌道に乗るとこちらに変更された。試作車や初期型では機関砲にも防盾はなかったが後に標準化、さらに後期には車体前部にも8mm厚の軽装甲を施したものも登場した。特殊車輌番号は当初 Sd.Kfz.10/4 で、FlaK 38搭載型もしくは装甲を施した後期型は新たに Sd.Kfz.10/5 の番号が与えられている。610両が生産され、空軍および陸軍の高射砲部隊に配備された。
3.7cm PaK35/37 対戦車砲搭載 1t牽引車（3.7cm PaK35/36 auf Zugkraftwagen 1t）
Sd.Kfz.10 の後部に 37mm対戦車砲を搭載した簡易自走砲。対戦車部隊の現場レベルでの改造で、1t牽引車の後部に車輪付きの3.7 cm PaK 36をそのまま載せたものだけでなく、新たに固定台座を据え付けたものや、機関室全面に軽装甲を追加したものも見られる。
5cm PaK38 対戦車砲搭載 1t牽引車（5cm PaK38(Sf) auf Zugkraftwagen 1t）
Sd.Kfz.10 の後部に車輪を撤去した5 cm PaK 38対戦車砲を搭載した簡易対戦車自走砲。1941年にSS部隊である程度の数が改修され、使用された。車体前部には軽装甲が施されていた。
Sd.Kfz.252
突撃砲部隊用に開発された装甲弾薬運搬車で、Sd.Kfz.10 のシャーシを短縮し、これに装甲ボディを載せた。1940年から41年にかけて生産された。
Sd.Kfz.253
Sd.Kfz.252と同時期に開発された、突撃砲部隊用の観測車輌で、同じくSd.Kfz.10 の短型シャーシに装甲ボディを載せて作られた。1940年から41年にかけて生産された。
Sd.Kfz.250
Sd.Kfz.252および253用に作られた短シャーシ、装甲ボディ形状を活用して作られた軽装甲兵員輸送車。大戦中盤以降、装甲捜索大隊の主装備として広く使われた。

## 参考資料
- 後藤仁、「第2次大戦ドイツ軍用車両集6」グランドパワー1995/10、デルタ出版
- 後藤仁、「第2次大戦ドイツ軍用車両集7」グランドパワー1996/2、デルタ出版
- Peter Chamberlain, Hilary Doyle, 「ENCYCLOPEDIA OF GERMAN TANKS OF WORLD WAR TWO - 月刊モデルグラフィックス別冊・ジャーマンタンクス」、大日本絵画、1986
- Uwe Feist, Kurt Rieger, German Halftracks in Action, squadron/signal, 1972